# Ozark Henry
Piet Goddaer, beter bekend onder zijn artiestennaam Ozark Henry (Kortrijk, 29 april 1970) is een Belgisch zanger, songwriter, platenproducer en arrangeur. Hij behaalde zijn grootste succes tussen 2001 en 2007. Hij is daarnaast ook een pionier op vlak van 3D audio of immersive sound. De projecten in immersive sound brengt Ozark uit onder de naam Studio Ozark Henry.

## Algemeen
De inspiratie voor de artiestennaam haalde Goddaer uit het Amerikaanse Ozarkgebergte, en uit het boek "Junkie" van William S. Burroughs.
Het eerste album van Ozark Henry, I'm Seeking Something That Has Already Found Me, was erg avant-gardistisch getint. Het derde album, Birthmarks, vormde de overgang tussen eerdere experimentele muziek en popmuziek met klassieke invloeden, zoals strijk- en blaasinstrumenten. Birthmarks en het daaropvolgende album The Sailor Not The Sea zorgden voor de definitieve doorbraak bij het Belgische publiek. Sinds het album The Soft Machine worden zijn albums gekenmerkt door een meer mainstream geluid.
Goddaer schrijft, componeert en produceert zijn albums zelf, omdat hij zelf de controle wil hebben als hij zijn albums maakt, zodat hij op de beste manier het geluid kan vertolken dat hij in zijn hoofd hoort. Naast reguliere studioalbums heeft hij ook enkele soundtracks uitgebracht, waaronder die voor de verfilming van Thea Beckmans Kruistocht in Spijkerbroek, en produceert hij albums van andere artiesten.
Goddaer is erom bekend altijd op zijn blote voeten op te treden.

## Biografie

### Jeugdjaren
Piet Goddaer is een zoon van klassiek componist en jazzmuzikant Norbert Goddaer. Gestimuleerd door zijn vader leerde hij op zesjarige leeftijd noten lezen. Ook leerde hij piano en saxofoon spelen op de lokale muziekschool in Kortrijk. De 8-jarige Goddaer luisterde via zijn vader naar Dave Brubeck. Piet bewonderde het nummer Rondo à la Turk. Hij kwam toen verder in aanraking met Frank Zappa. Hij stopte met de muziekschool op 13-jarige leeftijd en ging zich bezighouden met moderne kunst, naast zijn secundair onderwijs wiskunde en oude talen. Goddaer is hoogbegaafd.
In 1986 kreeg hij zijn eerste gitaar, als een verjaardagscadeau van zijn vader. Hij leerde de gitaar te bespelen en startte een band met zijn broer Jan (bas): Church of the Nemesis. Binnen een maand stopte de leadzanger van de band en vonden ze een nieuwe gitarist. Piet Goddaer werd de nieuwe leadzanger. Door al deze veranderingen veranderde ook de naam; de band werd vernoemd naar Heather O'Rourke, de toen zieke actrice uit de horrorfilm Poltergeist.

### Carrière

#### Beginjaren (1994-1995)
In 1994 werd het project Word opgericht door Jan Goddaer. Word maakte een muzikale mix van hiphop en funk waarvoor Piet teksten schreef en rapte. Piet schreef ook zijn eerste solomateriaal onder de naam Botho. Word was betrekkelijk succesvol en ondersteunde bands zoals Consolidated, Augurk Players, The Goats en Soul Coughing. De song Henry Man-She werd een cult-hit. Het nummer werd opgepikt door Luc Janssen en Chantal Pattyn bij Studio Brussel; het nummer “Henry man-she, werd zelfs opgenomen in de dagprogrammering. Deze track staat ook op sommige verzamelalbums. Ondanks de hype rondom Word en de vele optredens die ze deden, vond Piet nog tijd om muziek te schrijven voor een aantal theaterprojecten. waaronder Theater Antigone waarvoor hij Rosamund Is Dead schreef.
Goddaer had zijn zinnen gezet op het starten van een soloproject. Om dit te realiseren begon hij in 1995 opnieuw, onder de naam Ozark Henry. Nadat hij een platencontract tekende bij Double T Music stopte hij met Word, dat hierna ophield te bestaan. Hij begon aan zijn eerste album. Het platencontract bij Double T Music kreeg hij via het nummer Rosamund Is Dead. Hij schreef en produceerde het thuis (Home Henry) met weinig middelen. Het eindproduct werd gemixt door Dan Lacksman in Synsound Studio's. Tijdens deze periode leefde Goddaer van minder dan 250 euro per maand. Goddaer had geen eigen douche en geen eigen verwarming.

#### Solo (1996-2001)
I'm Seeking Something That Has Already Found Me, Goddaers debuutalbum werd uitgebracht in 1996, voorafgegaan door de single: Dogs And Dogmen. Het album, een 'turbulent cinematisch document', bijgestaan door de ongepolijste stem van Piet Goddaer, werd goed ontvangen door de recensenten. Ondanks de positieve uitlatingen van de pers en collega's muzikanten, waarvan David Bowie toch wel de meest opvallende was, had het album weinig commercieel succes. Het eerste Ozark Henry-optreden gaf hij in Brussel, met de hulp van Richard Jonckheere van Front 242. Een jaar later werd 'I'm Seeking Something That Has Already Found Me', ook in Frankrijk uitgebracht en alweer waren de recensies erg positief. Piet kreeg een bijnaam 'Le Jeune Bowie Flamand' (De Jonge Vlaamse Bowie) en wordt gezien als een pionier, een vernieuwende muzikant. Het album werd opgenomen in zijn huiskamer, maar geproduceerd in de Synsound-studio's door een andere Electric-goeroe: Dan Lacksman.
In 1997 componeerde Goddaer een track voor Jiskefet. It must be her staat op het album Bull en is door Goddaer gecomponeerd. De tekst was van Jiskefet zelf.
In 1998 begon hij met de opnamen voor zijn tweede cd, This Last Warm Solitude, bij ICP Studios, geassisteerd door Roy Spong en Mark Phythian. Roy Spong introduceerde Audrey Riley (cello) en dit was het begin van de samenwerking met Ozark Henry. Het album werd uitgebracht in oktober en de eerste single was 'Radio'. Piet schreef dit nummer voor een vriend, die een paar dagen voordat het album uitkwam aan kanker overleed. Het album kreeg positieve reviews. This Last Warm Solitude werd in 1999 ook uitgebracht in Duitsland, Frankrijk en in Nederland, en kreeg hier ook weer positieve kritiek. Summer Junkie werd uitgebracht in het Verenigd Koninkrijk (VK) als een promosingle, stond op nummer één in de 'Tipsheet' en kreeg veel airplay op radiostations. Door interne problemen slaagde Double T Music er niet in het album uit te brengen in het VK.
Ozark Henry kwam meer en meer onder de aandacht en kreeg eindelijk een plaats in de muziekscene. Hij was een supporting act voor bands als Moby en Garbage. This Last Warm Solitude werd heruitgegeven met een gelimiteerde live-cd, opgenomen in de MCM in Parijs. Goddaer begon nu met het schrijven van strijkersarrangementen voor andere bands zoals Green Lizard, Arid en Lunascape.
Voor Arid maakte Goddaer samen met Arid de arrangementen voor het album Believer. Daarnaast schreef Goddaer mee aan het album Bleue van Kolk onder het pseudoniem Sunzoo Manley. Voor Lunascape maakte Goddaer verscheidene nummers op singles en op het album Reflecting Seyelence.
Met Richard 23 (Front 242) had Goddaer een bescheiden hitje als Sunzoo Manley met het nummer 'If This Is Love'. Deze werd uitgebracht onder de naam: La Thack feat.
Samen met saxofonist Frank Deruytter en Stéphane Galland op drums, was hij deel van het nieuwe project van Ozark Henry. Ze namen hun eerste cd op in tien dagen. Het project heette Sunzoo Manley.
Nadat Goddaer een eind maakte aan zijn samenwerking met Double T Music in 2001, tekende hij bij Sony Music. Het werd een nieuwe start. To All Our Escapes, het eerste Sunzoo Manley-album werd uitgebracht toen hij begon te produceren voor zijn Ozark Henry-album bij de BSB Studios met geluidstechnicus/mixer Marc François. Birthmarks werd uitgebracht in de Benelux begin september met als single het succesvolle 'Rescue'. De single stond weken bovenaan in de Belgische hitlijsten. Piet Goddaer vormde een nieuwe band met Dick Descamps (bas) (hij kwam bij Ozark Henry in 1998), Rik Debruyne (drums), Stef Catteeuw (gitaar), Didier Deruyter (piano) en Fender Rhodes, Marie-Ange Teeuwen (zang), Chantal Kashala (zang) en Nina Babet (zang). Nadat Ozark Henry had getoerd met Hooverphonic begon Ozark Henry met zijn eigen tour. Deze was binnen geen tijd uitverkocht. Ozark Henry werd een hype. Door deze hype rondom Ozark Henry was het Sunzoo Manley-project naar de achtergrond verdwenen.

#### Succes (2001-2007)
De tweede single 'Sweet Instigator' maakte van 'Birthmarks' in 2002 een commercieel succes.
Goddaer kreeg drie nominaties voor de Zamu Awards. Na een succesvolle zomer kreeg hij voor Birthmarks een gouden plaat. Op het album speelt ook zijn broer Jan Goddaer mee op de bas. Om het succes te vieren speelde Ozark Henry twee shows in de AB in Brussel. Beide shows waren in geen tijd uitverkocht. De soundtrack voor de televisieserie Sedes & Belli, die hij schreef en opnam, werd uitgegeven in de Benelux. Er staan samenwerkingen op met Sam Bettens van K's Choice, Geike Arnaert van Hooverphonic, Lize Accoe en Jasper Steverlinck van Arid. Ozark Henry schreef in 2003 mee het tweede album van Novastar, Another Lonely Soul, en arrangeerde en produceerde. Alweer was hij genomineerd voor drie Zamu Awards (Best Video, single en live act). Om zijn succesvolle tour af te sluiten was er een theatertour gepland in november. De theatertour was snel uitverkocht en werd gefilmd door Canvas om later uitgezonden te worden. Ook werd er een documentaire over Piet gemaakt. Hiervoor werd hij een paar maanden gevolgd door een filmcrew van Canvas.
Ozark Henry speelde op veel festivals (waaronder Pinkpop 2003) en was een van de hoogtepunten van Rock Werchter. Piet trad op met de legende Toots Thielemans. Hij werkte mee als componist in A Change Of Light, een compleet muzikale en visuele kunstvoorstelling opgericht door Audrey Riley (bekend van Coldplay, Muse, Moloko, The Smiths) waar voor het eerst nieuw werk te zien was van Gavin Bryar, David Long, Damian Le Gassick, Steve Hiller, Mark Brydon van Moloko en natuurlijk Piet Goddaer.
Het Novastar-album werd in 2004 uitgebracht en kreeg al snel een gouden plaat. Piet schreef en produceerde een nieuw Ozark Henry-album. Op het album spelen Jah Wobble, Jaki Liebezeit en natuurlijk Audrey Riley mee. Piet Goddaer had 90 tracks geschreven, maar uiteindelijk kwamen er tien liedjes op het album, getiteld The Sailor Not The Sea. Het werd uitgebracht in oktober van 2004. 'Indian Summer' was de eerste single en werd ook uitgebracht in oktober. Ondertussen kreeg 'The Sailor Not The Sea' een gouden plaat en 'Birthmarks' een platina plaat. Beide albums stonden bovenaan in de hitlijst.
In 2005 kreeg Ozark Henry de 'publieksprijs West-Vlaming van het jaar'. Zijn cd The Sailor Not The Sea werd ook in Frankrijk uitgebracht. Dit gebeurde op het label van Yann Tiersen, Ici D'Ailleurs. Ozark Henry verleende zijn medewerking aan de Dries van Noten-modeshow in Parijs. Voor de mannencollectie componeerde Ozark Henry een speciale versie van La Donna È Mobile. Voor de vrouwelijke lijn herwerkte hij het nummer 'Every Breath You Take' met de originele vocals van Sting.
Ozark Henry stond in 2005 weer op Rock Werchter en Pukkelpop. In tussentijd kreeg het album The Sailor Not The Sea een platina plaat. In november van dit jaar gaf Ozark Henry zijn eerste dvd uit, getiteld Easter Sunday // Live At Ancienne Belgique. De drie concerten die hij gaf om zijn dvd op te nemen in de Ancienne Belgique waren compleet uitverkocht. Om de dvd kracht bij te zetten toerde hij aan het einde van het jaar door België en Nederland. Ook reisde hij vaker voor promotionele doeleinden naar Frankrijk bijvoorbeeld voor het radiostation Zégut. Na de succesvolle tour ging hij de studio's in om een nieuw album op te nemen. In 2005 nam hij ook deel aan de tv-benefiet Tsunami 12-12.
Ozark Henry was ook in 2006 genomineerd voor drie ZAMU Awards. Hij was genomineerd voor beste dvd (Easter Sunday), beste videoclip (Free Haven) en beste song (At Sea). Uiteindelijk kwam Piet Goddaer met één prijs thuis. Deze was voor beste dvd. Op 11 september 2006 kwam het nieuwe album van Ozark Henry uit, getiteld The Soft Machine. Dezelfde releasedatum als Birthmarks, vijf jaar eerder. Voor de releasedatum waren er in België al 26.000 van verkocht. Dit betekende dat het al een gouden plaat was voordat het in de platenwinkel lag. Tegelijk met de gouden plaat voor The Soft Machine bereikte The Sailor Not The Sea dubbel platina.
The Soft Machine is zowel uitgegeven als enkele cd als dubbel-cd waarvan er één instrumentale nummers bevat en de andere enkele liveopnamen. In het cd-boekje van The Soft Machine staat dat Piet Goddaer mogelijk een ander project zou beginnen met de cello in de hoofdrol.
In hetzelfde jaar waarin The Soft Machine verscheen werd de soundtrack voor Crusade in Jeans uitgebracht. Op de soundtrack zijn zowel licht klassieke, voor een soundtrack typisch instrumentale tracks aan te treffen, als enkele popnummers waaronder Genoa Blue en Christmas in Vegas. Norbert Goddaer, zijn vader, heeft ook aan het album meegewerkt. Op het laatste moment werd Piet Goddaer vervangen door Jurre Haanstra kort voordat de prestigieuze internationale coproductie Crusade in Jeans in roulatie ging. Naar verluidt vond regisseur Ben Sombogaart Goddaers eigenzinnige aanpak te gewaagd om een groot, internationaal publiek te behagen en aldus werd Jurre Haanstra te elfder ure ingehuurd om de filmmuziek te redden. Ozark Henry zegt zelf: 'Ik ben natuurlijk niet akkoord gegaan met een tussenoplossing omdat dat wal noch schip raakte uiteindelijk, te kiezen voor een totaal ander concept en het experimentele los te laten.' Waarna Jurre Haanstra in allerijl 90 minuten filmmuziek schreef, die werd aangevuld met enkele liedjes en additionele filmmuziek van Goddaer. In de score die Goddaer voor ogen stond speelden stemmen als instrument een belangrijke rol. ‘De stem op velerlei manieren: de solostem en de stem als effect, zeg maar stemeffecten bij koren. Koren die je laat fluisteren en met dat idee in mijn achterhoofd heb ik de stemsamenstelling van het orkest gemaakt. Dat wil zeggen dat het orkest vooral in de laagte speelt en heel veel opening laat voor al die kooreffecten. Maar daar is niet veel van te merken in de film.
De soundtrack die uitgegeven is onder de naam van Ozark Henry is wel degelijk van de hand van Piet Goddaer. Hier is alleen de hand van Piet Goddaer zichtbaar. De veranderingen in de muziek zitten alleen in de score.
In 2007 verscheen de soundtrack voor de Belgische productie To Walk Again, een documentaire van Stijn Coninx over de verlamde triatlonatleet Marc Herremans die op 25 april in première ging.
Piet Goddaer schreef verder nog mee aan de track Little Clouds van DeLaVega op het album The Day After.

#### A Decade(2007-2009)

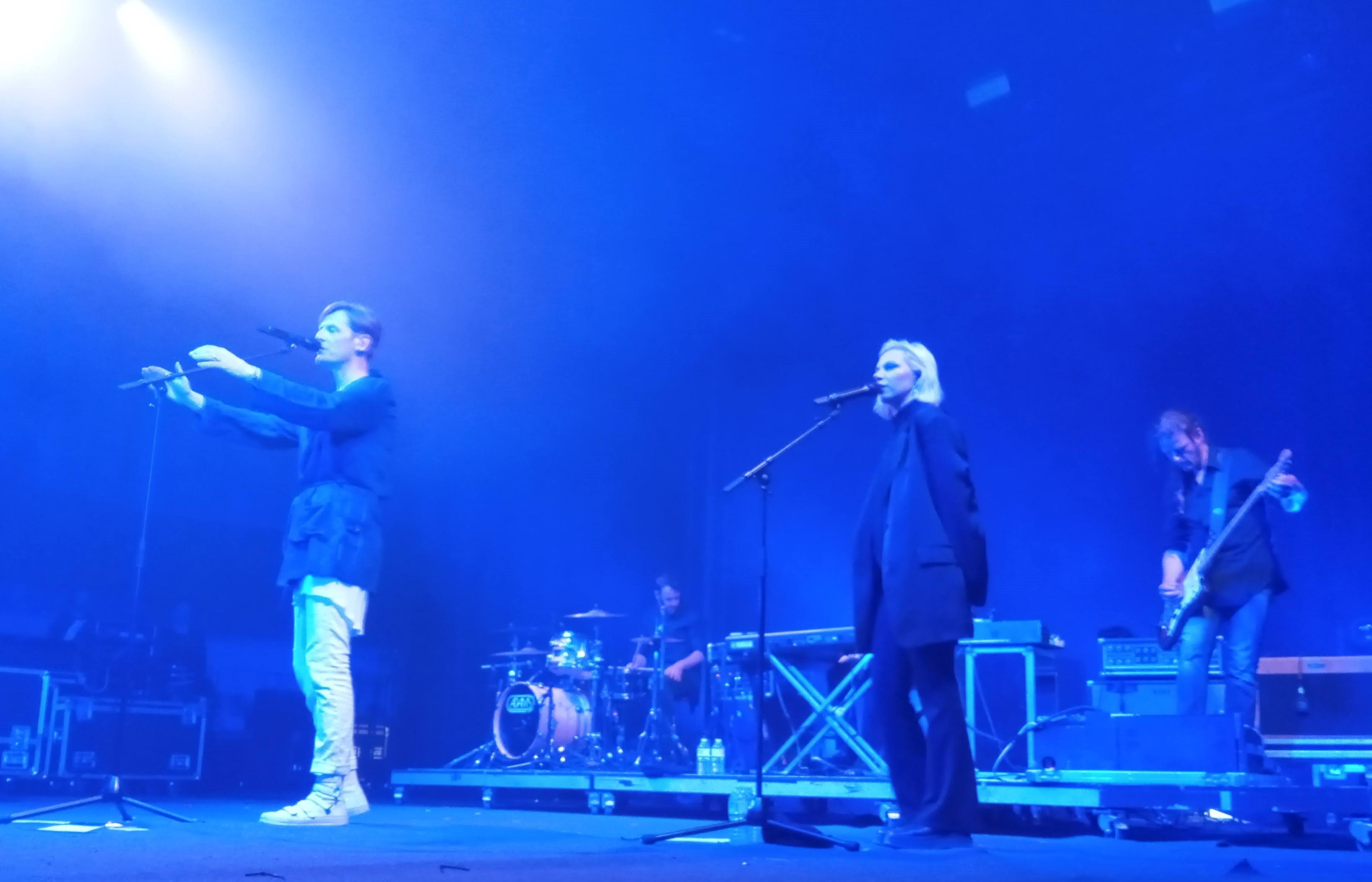
Ozark Henry op Labadoux (2022)

Aan het eind van 2007 verscheen het verzamelalbum A Decade, een dubbel-cd met verzamelde tracks van de vijf voorafgaande studioalbums, en een cd met remixen. A Decade werd voorafgegaan door de single Godspeed. A Decade markeert het bestaan van tien jaar Ozark Henry en de afsluiting van zijn Belgische periode.
Voor eind april 2008 stonden er twee jubileumconcerten gepland in de Lotto Arena in Antwerpen.
Van zijn 23 intimistische shows die hij in 2007 heeft gegeven in theaters in België gaf Ozark Henry een luxe cd uit bij dagblad De Morgen. Het album was getiteld Grace. In 2008 gaf Ozark Henry een paar concerten in Parijs, Amsterdam, Utrecht en Luxemburg als prelude voor de pan-Europese distributie van zijn albums. Verder speelde Ozark Henry in 2008 in Berlijn, Parijs en New York.
Goddaer verhuisde eind 2008 voor een paar muzikale projecten naar Parijs en wou er door het land toeren.
Goddaer vertrok begin 2009 naar New York om aan nieuwe nummers te gaan werken samen met Amerikaanse artiesten. Daarna volgde Berlijn. Dit wordt zijn nieuwe werkplek voor een tijdje. Goddaer vraagt zich af of een andere werkplek weer andere creatieve prikkels met zich mee brengen. Op 29 mei 2009 kwam zijn nieuwe single uit, getiteld Remains.
Op 16 augustus 2009 meldde Piet Goddaer dat zijn gitarist Stef Catteeuw onverwacht overleden was.

#### Hvelreki(2010 - heden)
´´Goddaer werkte aan een nieuw album.´´´
Het album is opgenomen in Albuñuelas in de Space Mountain Studios van 14 september 2009 tot en met 3 oktober tezamen met Youth, Tim Bran, David Knock, Matt Chandler, Joe Howards en Michael Rendall. Het album is uitgekomen in oktober 2010 en is getiteld Hvelreki, wat een IJslandse gelukwens is en letterlijk betekent "moge een walvis aanspoelen 
op jouw strand". Ozark toert in die periode met een nieuwe band bestaande uit Jihea Oh, Remi Aguilella, Matt Chandler en Didier Deruytter.
In 2010 was hij te gast in Peter Live.
Begin 2015 werden zowel hijzelf als zijn vader "culturele ambassadeur" van de gemeente Koksijde, waar ze wonen.
In 2022 en 2023 gaat Ozark Henry met band op tournee naar aanleiding van 20 jaar Birthmarks. In september 2022 bracht hij een jubileumversie van de plaat uit, met daarop een versie van Sweet Instigator, in duet met de Nederlandse Ellen ten Damme. 
Hij was in 2022 te gast in het muziekprogrammaprogramma Liefde voor muziek op VTM. In het najaar van 2023 werd op VRT Canvas een aflevering van Belpop over hem uitgezonden.
Goddaer componeert de muziek voor WinterFloridylle, een jaarlijks lichtfestival in december en januari in de plantentuin Meise.

## Studio Ozark Henry
Ozark Henry wordt internationaal beschouwd als een van de meest invloedrijke muzikanten op het gebied van immersief geluid of 3D-audio. Deze nieuwste vorm van audio wordt beschouwd als de volgende grote innovatie in de kunst, ruimtelijke architectuur en welzijn. Na een uitnodiging bij Google New York in 2016, om te spreken over zijn baanbrekende werk in 3D immersief geluid, heeft Piet Goddaer Studio Ozark Henry opgericht.

### Samenwerkingen
Een van de eerste projecten van Studio Ozark Henry in het immersief geluid was een samenwerking met Nanopixel en Health House voor een wereldpremière: een VR visualisatie van een epileptische aanval. Met behulp van stethoscopen en tientallen sensoren op het lichaam werden ook effectieve lichaamsgeluiden in 3D opgenomen. Tijdens de VR-ervaring bevindt de luisteraar zich midden in het menselijk lichaam en ziet en hoort de luisteraar dit. Een meeslepende ervaring die de inhoud van de boodschap versterkt. Andere succesvolle samenwerkingen volgen. Ozark Henry wordt uitgenodigd om over zijn werk te praten op TEDx San Francisco en een eerste artistieke performance met Paul Geluso gaat in première in Kingston NY november 2017.
Een jaar later wordt Ozark Henry uitgenodigd door NYU Steinhardt om zijn baanbrekende immersief performance project 'August Parker' te tonen op het NYU Holodeck. Het optreden gaf hem en zijn Studio internationale aandacht. Ozark Henry werd later over de hele wereld uitgenodigd om zijn baanbrekend werk in immersief geluid voor te stellen (Tokyo, Seoul, Hongkong, Shenzhen, San Francisco, Los Angeles, New York, Londen, Milaan, Parijs, Hamburg, Stockholm...)
Voor een ander project in immersive sound maakte Piet voor de verkeerscampagne van Go For Zero het liedje ‘21 grams short’. Hij bracht tijd door met de families van twee jonge verkeersslachtoffers en vertaalde hun verhaal in een lied, waarin hij samples van de twee jonge stemmen verwerkte.
Samen met het luxueuze champagnemerk Krug maakt Piet sinds kort ook voor hen 3D muziek. Deze muziek kunnen de kopers van een Krug champagnefles dan beluisteren. De muziek is gemaakt op basis van de smaakprofielen van de wijn zodat men als het ware een 3D wine pairing krijgt.
In België is Ozark Henry voor zijn werk in immersief geluid erkend door de Vrije Universiteit Brussel met een beurs van de faculteit psychologie en pedagogische wetenschappen.

## Activisme
Piet heeft zich lange tijd ingezet voor campagnes van Artsen Zonder Grenzen. In een interview van 2004 met Het Nieuwsblad zei Piet dat zijn inspiratie voor het album ‘The Sailor Not The Sea’ vooral kwam van een reis naar Zuid-Afrika met Artsen Zonder Grenzen. Verder heeft Piet zich ook lange tijd ingezet voor de veiligheidscampagne Go For Zero van de Belgische Overheid. Samen met Amaryllis Uitterlinden, zangeres van oa. “I'm Your Sacrifice”, werd Piet in 2013 uitgenodigd bij het Belgisch Koningshuis. Dit om hen te bedanken voor hun steun aan het Belgodyssee project,  een project waarmee het Prins Filipfonds studenten journalistiek ondersteunt. Piet, die ervoor bekend staat om vaak op blote voeten op te treden, ging tot verbazing van onze vorst ook op blote voeten op audiëntie. Vandaag de dag is Piet ambassadeur voor Payoke vzw, een organisatie die zich inzet tegen mensenhandel. Daarnaast is hij ook goodwill-ambassadeur van de Verenigde Naties tegen de mensenhandel en werkt samen met het VN-Bureau voor drugs- en misdaadbestrijding (UNODC) en plaatselijke ngo's om mensen bewust te maken van deze moderne vorm van slavernij en om de Blue Heart-campagne en het Trustfonds voor slachtoffers van mensenhandel te steunen.

## Mode
Ozark Henry staat er ook voor bekend om een unieke persoonlijkheid en een eigen look te hebben. Hij werkte al vaak samen met bekende modeontwerpers en bedrijven. Eén daarvan is Floris van Bommel. Floris Van Bommel is een iconisch Nederlands schoenenmerk, dat levert aan de Nederlandse koninklijke familie. Ozark Henry werd uitgenodigd om zijn eigen schoenenlijn te ontwerpen en om samen met Floris zelf in de marketingcampagnes voor het merk te figureren.
Ozark Henry's muziek werd gebruikt voor de AF Vandevorst SS 1998 modeshow. Piet was erg trots dat zijn muziek was gebruikt voor hun eerste defilé ooit (This Last Warm Solitude).
In 2005 verleende Ozark Henry zijn medewerking aan de Dries van Noten-modeshow in Parijs. Voor de mannencollectie componeerde Ozark Henry een speciale versie van La Donna È Mobile. Voor de vrouwelijke lijn herwerkte hij het nummer 'Every Breath You Take' met de originele vocals van Sting.
Voor de “Let’s create together” collectie van JBC werd Piet uitgenodigd om voor het merk zijn eigen kledingcollectie te ontwerpen. De bedoeling van de collectie was dat Piet zijn eigen persoonlijkheid en look zou verwerken in de kleding van JBC. Zo verwerkte Ozark Henry een aantal van zijn teksten in zijn uitsluitend gitzwarte ontwerpen. "Dat is onder meer het geval aan de binnenkant van de jas die ik tekende", vertelt hij. "Maar ook op de sjaal staat een stuk tekst. Ik vind dergelijke details heel belangrijk. Alles moet af zijn. Tot in de puntjes perfect. Zoals een goed nummer inderdaad." zei Piet in een interview voor JBC in 2008.
Piet is een grote fan van Ann Demeulemeester. In een interview met De Tijd van 2016 zei hij dat zijn klerenkast vol hangt met haar kleding en dat mode voor hem “een pantser tegen de wereld” is.

## Prijzen en films
Voor zijn commerciële doorbraakalbum Birthmarks won Ozark Henry twee Zamu Awards: beste pop/rock en beste producer.
Zijn vierde album The Sailor not the Sea kwam uit in 2004, en werd het jaar daarop bekroond met een gouden plaat. Henry won ook nog een Zamu Award voor beste songwriter/componist.
In 2014 won Piet de Magritte Du Cinéma voor beste originele muziek voor de soundtrack ‘Le Monde Nous Appartient”. Piet schreef verder ook de soundtracks voor de films Le Chant De La Fleur (2013) van Jacques Dochamps en To Walk Again (2006) van Stijn Coninx. Henry schreef ook de muziek voor verschillende theaterprojecten en de soundtrack van de Belgische televisieserie Sedes & Belli, alsook voor Crusade in Jeans, een film gebaseerd op een kinderroman van Thea Beckman. Hij ontving de Magritte Award voor Beste Originele Score voor zijn werk in de film The World Belongs to Us uit 2012.
In 2016 speelde Piet mee in de film Gutterdämmerung. Gutterdämmerung is een rockmuziekfilm uit 2016 geregisseerd door Björn Tagemose, gepromoot als zijnde "de luidste stomme film ooit". De film bevat een score verzorgd door een live rockband. In de film spelen ook Iggy Pop, Grace Jones, Henry Rollins, Lemmy, Nina Hagen, Tom Araya, Slash, Jesse Hughes, Josh Homme, Justice.
- Piet Goddaer won in 2000 een Zamu Music Award voor "Best Writer-composer-arranger".[27]
- 2001: gouden plaat voor zijn album Birthmarks.
- 2002: platina plaat voor zijn album Birthmarks.
- 2004: gouden plaat voor zijn album The sailor not the sea.
- 2004: platina plaat voor zijn album The sailor not the sea.
- 2005: dubbel platina plaat voor zijn album The sailor not the sea.
- 2006: gouden plaat voor zijn album The soft machine.
- 2006: platina plaat voor zijn album The soft machine.
- 2007: gouden plaat voor zijn album A decade.
- 2010: gouden plaat voor zijn single This one's for you.
- 2010: gouden plaat voor zijn album Hvelreki.
- 2010: platina plaat voor zijn album Hvelreki.
- Op 7 januari 2011 won Ozark Henry bij de Music Industry Awards 2010 de 'MIA' voor "Beste Popartiest"
- Ozark Henry won met het lied I'm your sacrifice, samen gezongen met zangeres Amaryllis, de Radio 2 Zomerhit 2013.
- 2013: Gouden plaat voor zijn single I'm your sacrifice.
- 2013: platina plaat voor zijn single I'm your sacrifice.
- 2013: gouden plaat voor zijn album Stay gold.
- 2014: platina plaat voor zijn album Stay gold.
- 2014: Margritte Du Cinema original soundtrack Le Monde Nous Appartient
- 2015: gouden plaat voor zijn album Paramount
- 2018: fellow VUB
- 2021: Prof Award 2021 innovatie (voor zijn werk in immersive sound)

## Discografie
Ozark Henry heeft een vrij omvangrijk oeuvre. Zie voor een uitgebreide discografie, inclusief singles, releasedata en hitnoteringen het artikel Discografie van Ozark Henry. Hieronder volgt een lijst met alle standaardalbums.
| Jaar | Titel                                           |
| ---- | ----------------------------------------------- |
| 1996 | I'm Seeking Something That Has Already Found Me |
| 1998 | This Last Warm Solitude                         |
| 2001 | Birthmarks                                      |
| 2004 | The Sailor Not The Sea                          |
| 2006 | The Soft Machine                                |
| 2010 | Hvelreki                                        |
| 2013 | Stay Gold                                       |
| 2015 | Paramount (met het Nationaal Orkest van België) |
| 2017 | Us                                              |

| Jaar | Titel                            |
| ---- | -------------------------------- |
| 2008 | A Decade                         |
| 2010 | The Essential, Singles 1996-2006 |

| Jaar | Titel                     |
| ---- | ------------------------- |
| 1999 | Engeltjes (tv-serie)      |
| 2002 | Sedes & Belli - The Music |
| 2005 | Dag opa (kortfilm)        |
| 2006 | Crusade In Jeans          |
| 2007 | To Walk Again (docu)      |
| 2013 | Le Monde Nous Appartient  |
| 2013 | Le Chant De La Fleur      |

| Jaar | Titel              |
| ---- | ------------------ |
| 2001 | To All Our Escapes |

| Jaar | Plaats                              |
| ---- | ----------------------------------- |
| 2005 | Live @ Pukkelpop 20.8.05            |
| 2008 | Grace                               |
| 2014 | Live 2014: The journey's everything |
| 2018 | Live 2018: Ronse Opscène 25.08.18   |

| Jaar | Titel                                                  |
| ---- | ------------------------------------------------------ |
| 2005 | Easter Sunday: Live at the Ancienne Belgique, Brussels |

| Jaar | Titel                          |
| ---- | ------------------------------ |
| 2004 | Another Lonely Soul (Novastar) |

| Album met eventuele hitnotering(en) in de Nederlandse Album Top 100 | Datum van verschijnen | Datum van binnenkomst | Hoogste positie | Aantal weken | Opmerkingen                         |
| ------------------------------------------------------------------- | --------------------- | --------------------- | --------------- | ------------ | ----------------------------------- |
| The sailor not the sea                                              | 18-10-2004            | 23-10-2004            | 83              | 3            |                                     |
| The soft machine                                                    | 11-09-2006            | 16-09-2004            | 39              | 4            |                                     |
| Hvelreki                                                            | 01-11-2010            | 06-11-2010            | 26              | 2            |                                     |
| Paramount                                                           | 09-03-2015            | 14-03-2015            | 73              | 1            | met het Nationaal Orkest van België |
| Us                                                                  | 31-03-2017            | 08-04-2017            | 27              | 1            |                                     |

| Album met hitnotering(en) in de Vlaamse Ultratop 200 albums | Datum van verschijnen | Datum van binnenkomst | Hoogste positie | Aantal weken | Opmerkingen                                |
| ----------------------------------------------------------- | --------------------- | --------------------- | --------------- | ------------ | ------------------------------------------ |
| Birthmarks                                                  | 2001                  | 10-09-2001            | 8               | 92           | Platina                                    |
| Sedes & Belli - The music                                   | 2003                  | 18-01-2003            | 27              | 9            | Soundtrack Sedes & Belli                   |
| The sailor not the sea                                      | 2004                  | 23-10-2004            | 3               | 64           | 2X Platina                                 |
| The soft machine                                            | 2006                  | 16-09-2004            | 1(1wk)          | 52           | Platina                                    |
| Crusade in jeans                                            | 30-10-2006            | 18-11-2006            | 82              | 3            | Soundtrack Kruistocht in spijkerbroek      |
| A decade                                                    | 19-11-2007            | 01-12-2007            | 7               | 30           | Verzamelalbum / Goud                       |
| Hvelreki                                                    | 2010                  | 06-11-2010            | 1(3wk)          | 44           | Platina                                    |
| Le monde nous appartient                                    | 2012                  | 27-10-2012            | 72              | 2            | Soundtrack                                 |
| Stay gold                                                   | 2013                  | 27-04-2013            | 1(6wk)          | 74           | Platina                                    |
| Live 2014: The journey's everything                         | 2014                  | 03-10-2014            | 17              | 14           | Livealbum                                  |
| Paramount                                                   | 2015                  | 14-03-2015            | 1(1wk)          | 24           | met het Nationaal Orkest van België / Goud |
| Us                                                          | 2017                  | 08-04-2017            | 2               | 22           |                                            |

| Single met eventuele hitnotering(en) in de Nederlandse Top 40 | Datum van verschijnen | Datum van binnenkomst | Hoogste positie | Aantal weken | Opmerkingen                 |
| ------------------------------------------------------------- | --------------------- | --------------------- | --------------- | ------------ | --------------------------- |
| Sweet instigator                                              | 2002                  | -                     |                 |              | Nr. 97 in de Single Top 100 |

| Single met hitnotering(en) in de Vlaamse Ultratop 50 | Datum van verschijnen | Datum van binnenkomst | Hoogste positie | Aantal weken | Opmerkingen                          |
| ---------------------------------------------------- | --------------------- | --------------------- | --------------- | ------------ | ------------------------------------ |
| If this is love                                      | 1999                  | 22-01-2000            | tip2            | -            | als Sunzoo Manley / met LaTchak      |
| Sweet instigator                                     | 2002                  | 16-02-2002            | tip9            | -            |                                      |
| You always know your home                            | 2002                  | 16-11-2002            | tip6            | -            | met Sam Bettens                      |
| Indian summer                                        | 24-09-2004            | 02-10-2004            | tip4            | -            |                                      |
| At sea                                               | 2005                  | 29-01-2005            | tip3            | -            |                                      |
| These days                                           | 2006                  | 15-07-2006            | 20              | 18           |                                      |
| Weekenders                                           | 2006                  | 21-10-2006            | tip10           | -            |                                      |
| Godspeed                                             | 2007                  | 15-12-2007            | 34              | 6            |                                      |
| Remains                                              | 18-05-2009            | 13-06-2009            | 44              | 5            |                                      |
| This one's for you                                   | 06-09-2010            | 23-10-2010            | 3               | 16           | Goud                                 |
| It's in the air tonight                              | 10-01-2011            | 23-10-2010            | tip5            | -            | Nr. 5 in de Radio 2 Top 30           |
| Air and fire                                         | 11-04-2011            | 21-05-2011            | tip20           | -            |                                      |
| Out of this world                                    | 22-08-2011            | 03-09-2011            | tip19           | -            |                                      |
| Stand by me (Le monde nous appartient)               | 2012                  | 27-10-2012            | tip45           | -            |                                      |
| I’m Your Sacrifice                                   | 2013                  | 30-03-2013            | 3               | 27           | Nr. 2 in de Radio 2 Top 30 / Platina |
| Plaudite amici comedia finita est                    | 2013                  | 28-09-2013            | 31              | 7            | Nr. 6 in de Radio 2 Top 30           |
| 21 grams short                                       | 2013                  | 30-11-2013            | tip23           | -            | Nr. 21 in de Radio 2 Top 30          |
| We are incurable romantics                           | 2014                  | 01-02-2014            | tip14           | -            |                                      |
| Godspeed you                                         | 2014                  | 07-06-2014            | tip3            | -            | met Francesco Rossi                  |
| We can be heroes                                     | 2015                  | 07-02-2015            | 40              | 3            |                                      |
| At sea (symphonic 2015)                              | 2015                  | 09-05-2015            | tip14           | -            | met het Nationaal Orkest van België  |
| A dream that never stops                             | 2017                  | 21-01-2017            | 14              | 12           |                                      |
| Where is the love                                    | 2017                  | 08-04-2017            | tip4            | -            |                                      |
| Mapped out for me                                    | 2017                  | 19-08-2017            | tip18           | -            |                                      |
| Bullet                                               | 2018                  | 10-03-2018            | tip15           | -            | met Henri PFR                        |